# Bernard Edelman
Bernard Lewis Edelman (geb. 14. Dezember 1946 in Brooklyn, New York City; gest. 2. November 2021 in Glen Echo, Maryland) war ein US-amerikanischer Autor, Herausgeber, Fotograf, Dokumentarfilmer und Kurator.

## Leben
Bernard Edelman wuchs in Sozialwohnungen in Brooklyn auf. Er besuchte die Thomas Jefferson High School und studierte dann am Brooklyn College der City University of New York. 1968 schloss er seine Studien mit dem Grad eines Bachelors ab. Im Januar 1969 wurde er zur United States Army eingezogen. Er diente im Vietnamkrieg als Radio-Kriegsberichterstatter für die Armee. In dieser Zeit war er auch Agent Orange ausgesetzt. Nach dem Kriegsdienst war er freiberuflicher Autor, Journalist und Fotograf. 1987 bis 1989 leitete Edelman das Office of Veterans Affairs des Bürgermeisters von New York. Bürgermeister Ed Koch berief ihn in die New York Vietnam Veterans Memorial Commission. Später wurde er stellvertretender Leiter der Abteilung für politische Angelegenheiten der Vietnam Veterans of America und regte als solcher Gesetzgebung für Opfer von Agent Orange an.
1981 kuratierte Edelman die Ausstellung The Vietnam Experience in New York. Für die New York Vietnam Veterans Memorial Commission gab er 1985 das Buch Dear America: Letters Home from Vietnam heraus. Für den daraus entwickelten Dokumentarfilm gleichen Namens war er Co-Produzent. Der Film wurde 1988 mit zwei Emmy Awards bedacht. Der von Edelman zusammen mit Bill Couturié produzierte Kurzfilm Memorial: Letters from American Soldiers (1991) wurde für einen Oscar für den Besten Dokumentar-Kurzfilm nominiert. Das von Edelman 1999 herausgegebene Buch Centenarians: The Story of the Twentieth Century by the Americans Who Lived It mit 71 Interviews von Überhundertjährigen wurde von Publishers Weekly als ekklektische Zusammenstellung bewertet, die überwiegend schmeichelhaft für Amerika sei.

## Veröffentlichungen
- Bernard Edelman/New York Vietnam Veterans Memorial Commission (Hrsg.): Dear America: Letters Home from Vietnam, Norton 1985, ISBN 978-5-551-01213-9
- Bernard Edelman (Hrsg.): Centenarians: The Story of the Twentieth Century by the Americans Who Lived It, Farrar Straus Giroux 1999, ISBN 978-0-374-17678-5